# Wirek

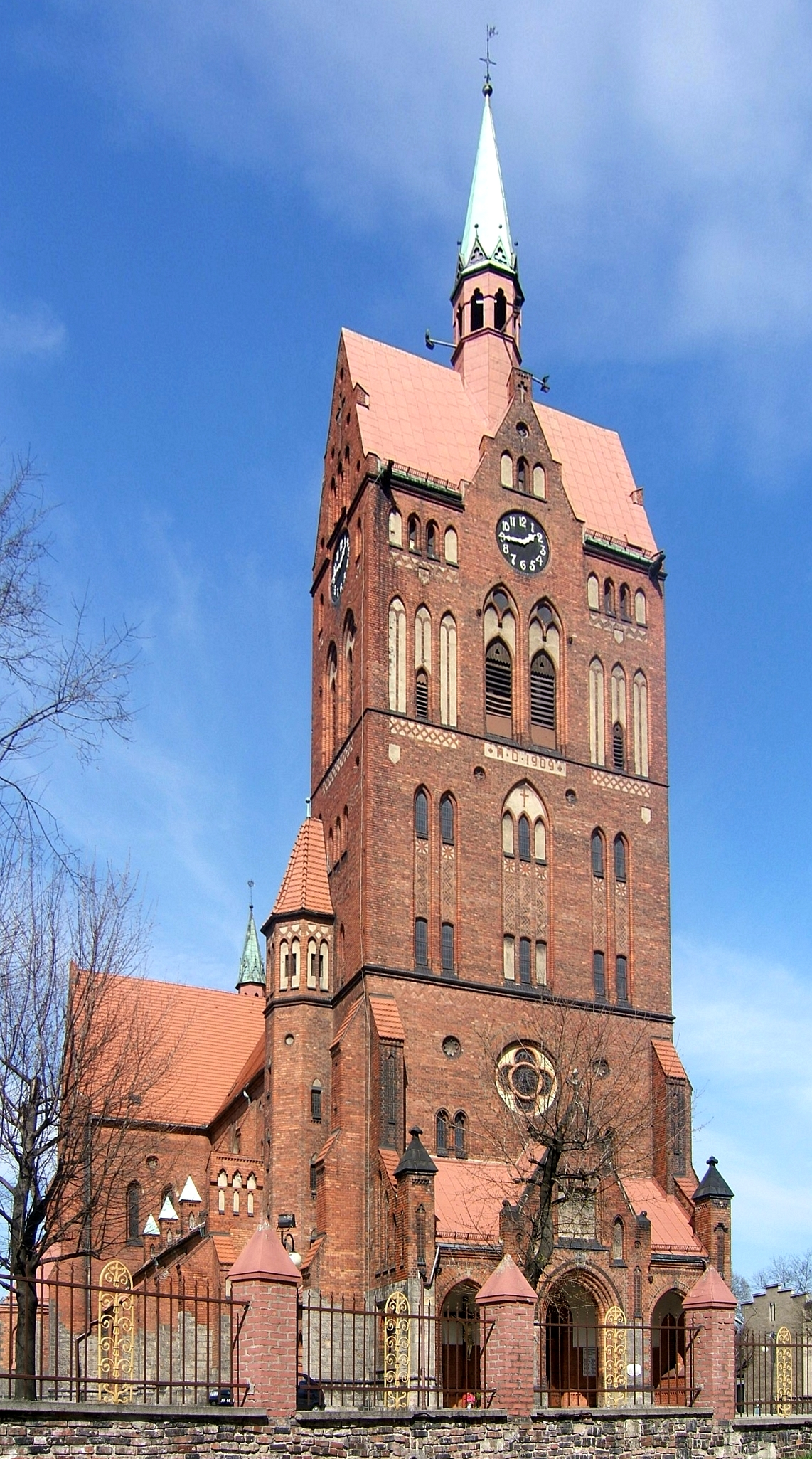
Kościół św. Wawrzyńca i św. Antoniego

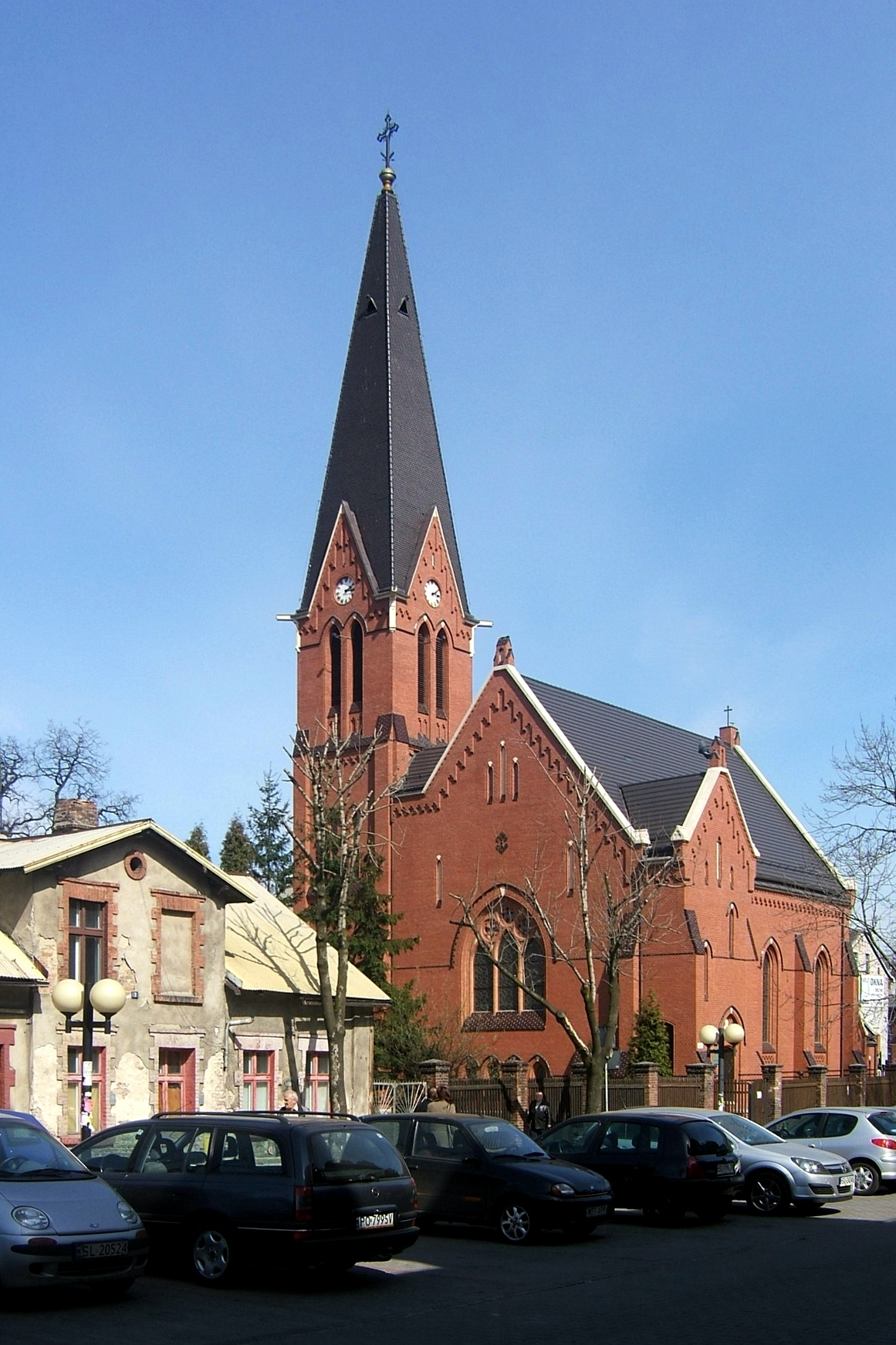
Kościół ewangelicki

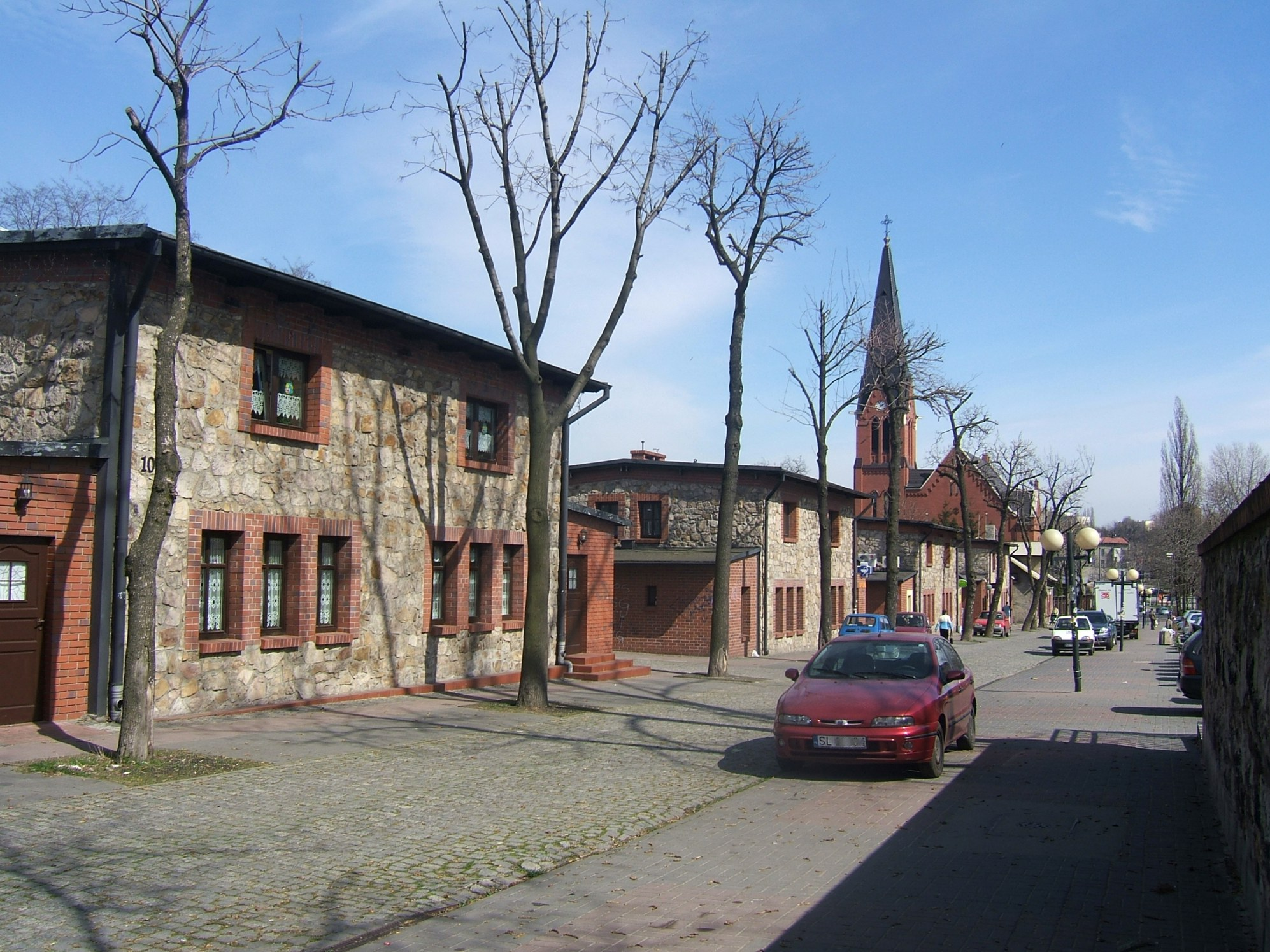
Kolonia robotnicza "Ficinus"

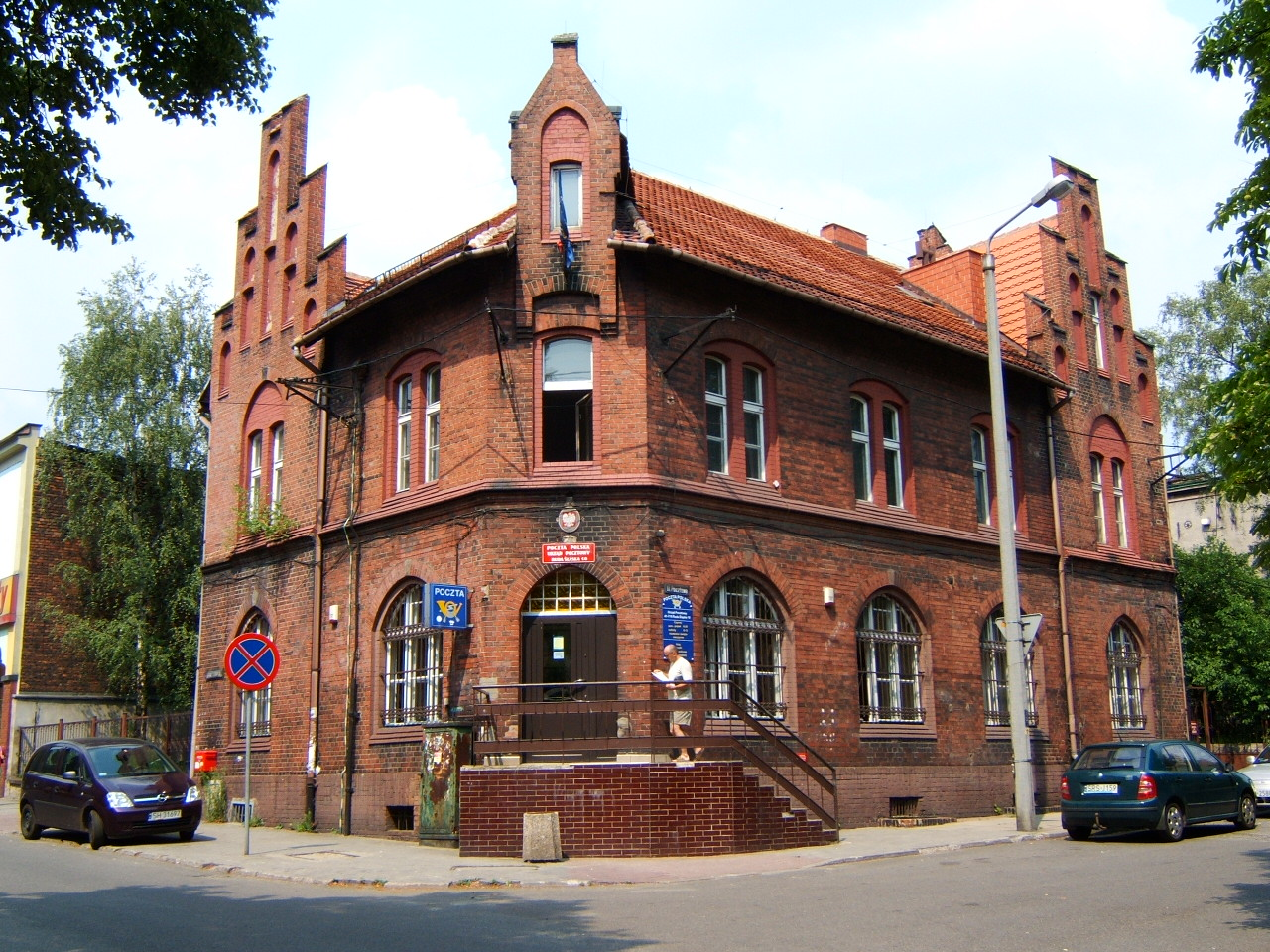
Poczta w Wirku

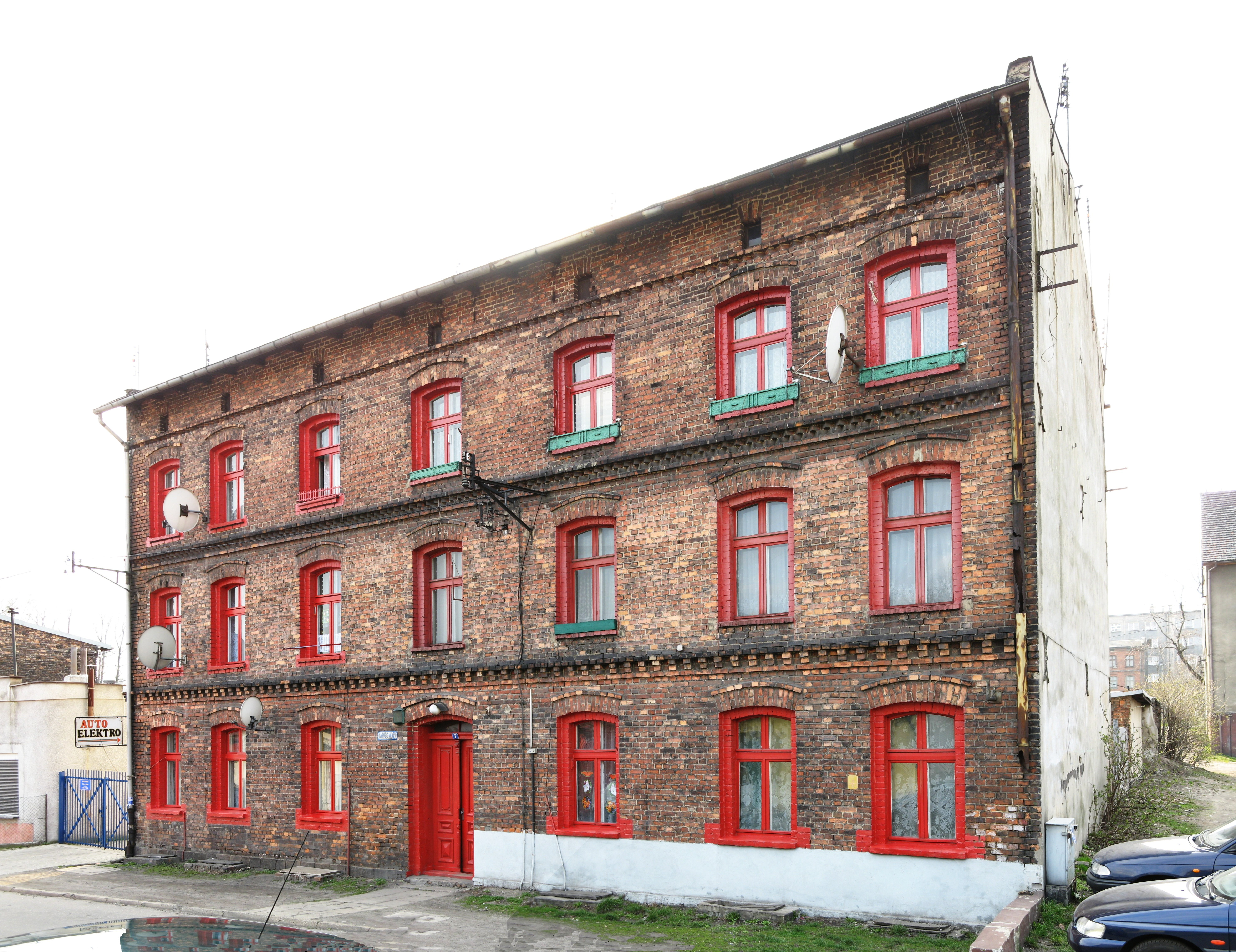
Typowy familok, Wirek, Ruda Śląska, ul. Targowa 7

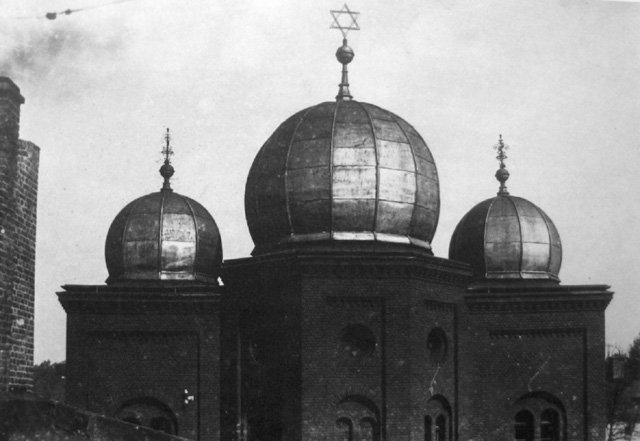
Synagoga

Wirek (niem. Antonienhütte; do 1948 Nowa Wieś) – dzielnica Rudy Śląskiej, którą według danych z 2006 roku zamieszkiwało 20 595 osób.
Herb Nowej Wsi (Wirku) przedstawia osełkę, strug i kowadło.

## Historia

### Pochodzenie nazwy
Wirek to dawna kolonia hutnicza, położona nad potokiem, stąd podstawą nazwy jest wyraz wir, wirek w znaczeniu „wir wodny, głębokie miejsce w wodzie, ruch powietrza, odmęt”.
Niemiecką nazwę Antonienhütte (pol. huta Antonia) nadano dla upamiętnienia Antoniny, żony Łazarza III Henckla von Donnersmarcka, założyciela i właściciela huty.

### Najstarsze dzieje (do końca XVII w.)
Pierwsza wzmianka, gdzie występuje nazwa Wirek to czeski dokument, w którym jest mowa o wzgórzu o tejże nazwie. Początkowo wieś, na której dzisiaj opiera się Wirek zwano Nową Wsią. Wieś powstała nad Kochłówką na obszarze wsi Kochłowice. Dopiero w 1828 wydzieliła się z Nowej Wsi gmina Wirek, która była niezależna, aż do 1870.

### W epoce industrializacji (XIX w.)
Pierwsza kopalnia „Gottessegen” (Błogosławieństwo Boże) powstała w 1828. Z tej właśnie kopalni pochodzi zabytkowy szyb „Andrzej”. Szyb powstał w latach 70. XIX w. i działał, aż do 1969 (do dziś istnieje jedynie budynek nadszybia). Kształtem przypomina on basztę obronną.
W 1805 powstała huta żelaza „Antonienhütte” (Huta Antonia). Działała do lat 90. tego samego wieku. Zamknięto ją z powodu przestarzałych urządzeń, które przestały pracować efektywnie w stosunku do innych hut. Hutę cynku „Hugo” wybudowano w 1812 roku, a działała, aż do 1932 roku. Inna, o nazwie „Liebe-Hoffnung” (Miłość-Nadzieja) działała przez około 100 lat, aż do 1925 roku.
Wieś zaczęła się w szybkim tempie rozrastać, powstawały kolonie przy obecnych ulicach Katowickiej, 1 Maja, Bytomskiej, Kubiny, Robotniczej. Przy ulicy Kubiny zachowały się domy robotnicze, które dzisiaj służą jako pasaż handlowy. Pierwsza szkoła powstała w Wirku w 1856, na jej potrzeby przekształcono więzienie przy obecnej ulicy Tuwima. Natomiast pierwsza szkoła w Nowej Wsi powstała w 1863. Kolejne powstały w latach 1896, 1902 oraz 1937.
Pierwsza kaplica pw. św. Wawrzyńca znajdowała się w więzieniu. Parafię św. Wawrzyńca erygowano 17 kwietnia 1869. Pierwszy kościół zbudowano w latach 1873-1874, znajdował się przed wejściem do dzisiejszego kościoła. Dzisiejszy kościół zbudowano w latach 1907-1909. W 1891 Żydzi zbudowali synagogę przy obecnej ulicy Kupieckiej. Została zniszczona w 1939 przez nazistów. W 1902 zbudowano kościół ewangelicki.
W 1861 Wirek otrzymał ekspedycje pocztową. Linie towarową pociągów z Chebzia utworzono w 1875. W latach 90. XIX w. powstały linie tramwajowe, które prowadziły od Bytomia, przez Wirek do Świętochłowic, a w 1902 powstała tu zajezdnia tramwajowa.

### W wieku XX
W Plebiscycie w 1921 oddano w Nowej Wsi 2 935 głosów za Polską i 1 438 za Niemcami, natomiast w Wirku oddano 2 634 głosy za Polską i 2 851 za Niemcami. W 1932 zaczęła w Wirku działać grupa miejscowa towarzystwa Schlesischer Wintersportverein, z której najprężniejsza była sekcja narciarska.
Obszar dworski Wirek (Antonienhütte) włączono do gminy Nowa Wieś (Neudorf) 1 lipca 1924. Wybudowano nowy ratusz w latach 1929-30. Nazwę gminy Nowa Wieś zmieniono 7 marca 1948 na gmina Wirek (aby uniknąć miasta z wyrazem Wieś w nazwie), która otrzymała prawa miejskie 1 stycznia 1949. Miasto Wirek przyłączono do Nowego Bytomia w 1951, a wraz z Nowym Bytomiem został włączony jako jedna z dzielnic do Rudy Śląskiej w 1959. Dzisiejsza powierzchnia Wirku to 5,9 km².

## Zabytki
- Kościół pw. św. Wawrzyńca i Antoniego (1907-1909) ul. Nowary. Trójnawowa świątynia wzniesiona w latach 1907-1908 w stylu neogotyckim z elementami neoromanizmu przez Ludwiga Schneidera w miejscu wcześniejszego kościoła z 1874 r. Prace murarskie i kamieniarskie wykonał mistrz murarski Neumann z Bytomia. Uwagę zwraca masywna wieża wzorowana na ottoński westwerk, nakryta dachem dwuspadowym z sygnaturką.

- Kolonia robotnicza Ficinus (wzniesiona w latach 1860–1867[7]) ul. Pawła Kubiny. Zespół 16 identycznych piętrowych domów robotniczych z 1867 r. zbudowanych dla pracowników kopalni węgla kamiennego „Gottessegen” („Boże Błogosławieństwo”). Jest to jedno z najstarszych osiedli tego typu na Górnym Śląsku. Domki są murowane, zbudowane z piaskowca. Wewnątrz każdego znajdowały się 4 mieszkania. Za domami znajdowały się budynki gospodarcze, a dalej pola uprawne. Kolonia w 2006 r. znalazła się na Szlaku Zabytków Techniki wiodącym po najciekawszych obiektach zabytkowych związanych z przemysłem województwa śląskiego[8]. Od 2020 roku w zabudowaniach zlokalizowanych pod numerem 24 swoją siedzibę ma filia Miejskiej Biblioteki Publicznej[9].

- Kościół ewangelicko-augsburski im.  Odkupiciela (1902) ul.Pawła Kubiny i 1 Maja. Kościół został wybudowany z cegły w stylu neogotyckim w 1902 roku. Nad jego bryłą wznosi się ustawiona asymetrycznie wieża nakryta dachem wieżowym, w kształcie ostrosłupa. Autorem projektu był niemiecki architekt Felix Henry (1857-1920). W elewacji wschodniej znajduje się niemiecka inskrypcja wykonana pismem gotyckim: „Ein feste Burg ist unser Gott 1901-1902” (tłum: Warownym grodem jest nasz Bóg).

- Wieża wyciągowa szybu „Andrzej”  (lata 70. XIX w.) między ulicami Obrońców Westerplatte i Odrodzenia. Budynek nadszybia szybu „Andrzej” należał do kopalni „Gottessegen” („Boże Błogosławieństwo”), która funkcjonowała do 1926 r. Obiekt jest murowany z cegły w formie obronnej wieży typu Małachow, na podstawie kwadratu o boku 14 m. Wysokość wieży wynosi 23,4 m (łącznie z konstrukcją dachową 28 m). Grubość murów do wysokości 5,5 m wynosi 1300 mm, następnie do wysokości 17,8 m (do poziomu pomostu kół linowych) 1030 mm, a powyżej - 510 mm.

## Turystyka
- - Szlak Zabytków Techniki Województwa Śląskiego

## Oświata
- Żłobek Miejski (ul. 1 Maja 286),
- Miejskie Przedszkole Nr 19 (ul. Kubiny 15),
- Miejskie Przedszkole Nr 20 (ul. 1 Maja 286),
- Miejskie Przedszkole Nr 21 (ul. Licealna 7),
- Miejskie Przedszkole Nr 37 (ul. Obrońców Westerplatte 8),
- Miejskie Przedszkole Nr 40 (ul. Norwida 12),
- Szkoła Podstawowa nr 4 im. Józefa  Lompy (ul.Tołstoja 1)
- Szkoła Podstawowa nr 7 im. Adama Mickiewicza (ul. 1 Maja 173),
- Szkoła Podstawowa nr 8 im. Miłośników Ziemi Śląskiej (ul. Główna 1),
- Szkoła Podstawowa nr 16 im. Janusza Korczaka (ul. Kukułcza 4, ul. Obrońców Westerplatte 2a),
- II Liceum Ogólnokształcące z Oddziałami Dwujęzycznymi im. G. Morcinka (ul. Jankowskiego 22),
- Zespół Szkół nr 6 im. Mikołaja Kopernika (ul. Kałusa 3):
  - Technikum nr 6,
  - Zasadnicza Szkoła Zawodowa nr 5,

- Szkoła Podstawowa nr 12 Specjalna im. św. Łukasza (ul. Sygietyńskiego 6)

## Parafie
- Parafia Ewangelicko-Augsburska
- Rzymskokatolicka Parafia pw. św. Wawrzyńca i św. Antoniego
- Parafia św. Andrzeja Boboli w Rudzie Śląskiej